# N-Ethylcarbazol
N-Ethylcarbazol ist eine chemische Verbindung aus der Gruppe der Carbazolderivate.

## Gewinnung und Darstellung
N-Ethylcarbazol kann durch Ethylierung von Kaliumcarbazolat mit Diethylsulfat gewonnen werden.

## Eigenschaften
N-Ethylcarbazol ist ein brennbarer brauner Feststoff, welcher praktisch unlöslich in Wasser ist.

## Verwendung
Derzeit wird untersucht, ob diese Verbindung oder ähnliche (wie N-Methylcarbazol oder Phenylencarbazol) in Perhydro-Form als flüssige, drucklose Wasserstofftransport- und Speichermedien für den Fahrzeugantrieb mit Brennstoffzellen oder Verbrennungsmotoren geeignet sind. Dazu wird N-Ethylcarbazol unter Druck und mit Hilfe eines geeigneten Katalysators (z. B. Ruthenium oder Platin) am Ort der Wasserstofferzeugung zur Perhydro-Form hydriert:
Diese Reaktion ist durch Erhitzen der flüssigen Perhydroverbindung auf mehr als 100 °C umkehrbar. So kann der Wasserstoff im Fahrzeug zurückgewonnen und zum Fahrzeugantrieb genutzt werden, wobei die Abwärme seiner Oxidation für die Freisetzung von weiterem Wasserstoff sorgt. Das Carbazol wird zurückgeliefert, um erneut mit Wasserstoff beladen zu werden. Dabei kann das bestehende Tankstellennetz fast unverändert weitergenutzt werden. Interessant ist der Vergleich mit anderen Energiedichten.
Bei der Speicherung elektrischer Energie mit Hilfe von N-Ethylcarbazol kann ein deutlich höherer energetischer Wirkungsgrad erreicht werden als bei vergleichbaren Ansätzen wie dem Sabatier-Prozess.
Darüber hinaus wird N-Ethylcarbazol als Weichmacher verwendet.
Im Ersten Weltkrieg wurde ein Gemisch aus Anthracenöl und N-Ethylcarbazol als Nasen- und Rachenkampfstoff in der Blaukreuzgranate eingesetzt. N-Ethylcarbazol fungierte dabei als Reizstoff, der einen Niesreiz auslösen und die Soldaten zwingen sollte, ihre Gasmasken abzunehmen.